# Why He Gave Up
Why He Gave Up er en amerikansk stumfilm fra 1911 af Henry Lehrman og Mack Sennett.

## Medvirkende
- Fred Mace
- Mabel Normand
- Edward Dillon
- William J. Butler
- Kathleen Butler